# Slag bij Alarcos
Op 19 juli 1195 werd de Slag bij Alarcos (destijds een vestingstad, tegenwoordig bevindt zich op dezelfde plek ongeveer de Spaanse stad Ciudad Real) gevoerd tussen de christelijke troepen van Alfons VIII van Castilië en de Almohaden aangevoerd door kalief Abu Yusuf Yaqub al-Mansur. De christenen leden een zware nederlaag.

## Geschiedenis
Alfons VIII was ten strijde getrokken omdat Abu Yusuf Yaqub al-Mansur zich in Marokko bevond. Deze keerde echter meteen terug en pareerde de Castiliaanse aanval bij Alarcos. Met zijn lichte cavalerie omsingelde hij de zwaar bewapende christenen en viel ze in de achterhoede aan. Deze nieuwe tactiek verraste de Castilianen dusdanig dat zij vernietigend werden verslagen. Tienduizenden van hen sneuvelden.
De nederlaag betekende gebiedsverlies voor de christenen en een vertraging in de Reconquista van ongeveer zeventien jaar. In 1212 nam Alfons VIII revanche. In de Slag bij Las Navas de Tolosa werden de Almohaden (dan onder leiding van de zoon van Abu Yusuf Yaqub al-Mansur, Mohammed an-Nasir) verslagen, waarna hun rol definitief was uitgespeeld.